# Ernesto de Zulueta y Samá
Ernesto de Zulueta y Samá (La Granja de San Ildefonso, 10 de julio de 1855 - Bilbao, 2 de diciembre de 1919) fue un político español.
Su padre fue Julián de Zulueta y Amondo, 1° Marqués de Álava y 1° Vizconde de Casablanca y su madre la primera esposa de éste, Francisca de los Dolores Samá y de la Mota. 

## Carrera
Fue diputado en las Cortes Generales por el distrito de La Habana, Cuba, por varios años a finales del siglo XIX.

## Vida privada
El 5 de septiembre de 1881 se casó en Algorta con su prima segunda, hija de Andrés de Isasi de Zulueta, 1er Marqués de Barambio, María de Isasi y de Murgoitio, unión de la cual nació el diplomático español Ernesto de Zulueta y de Isasi y María de Zulueta y de Isasi entre otros. 